# Oberlaa
Oberlaa ist eine ehemalige niederösterreichische Ortsgemeinde, die heute Teil des 10. Wiener Gemeindebezirks, Favoriten, ist. Der südliche Teil bildet als Oberlaa Land, der nördliche Teil als Oberlaa Stadt jeweils eine der 89 Wiener Katastralgemeinden.

## Geographie

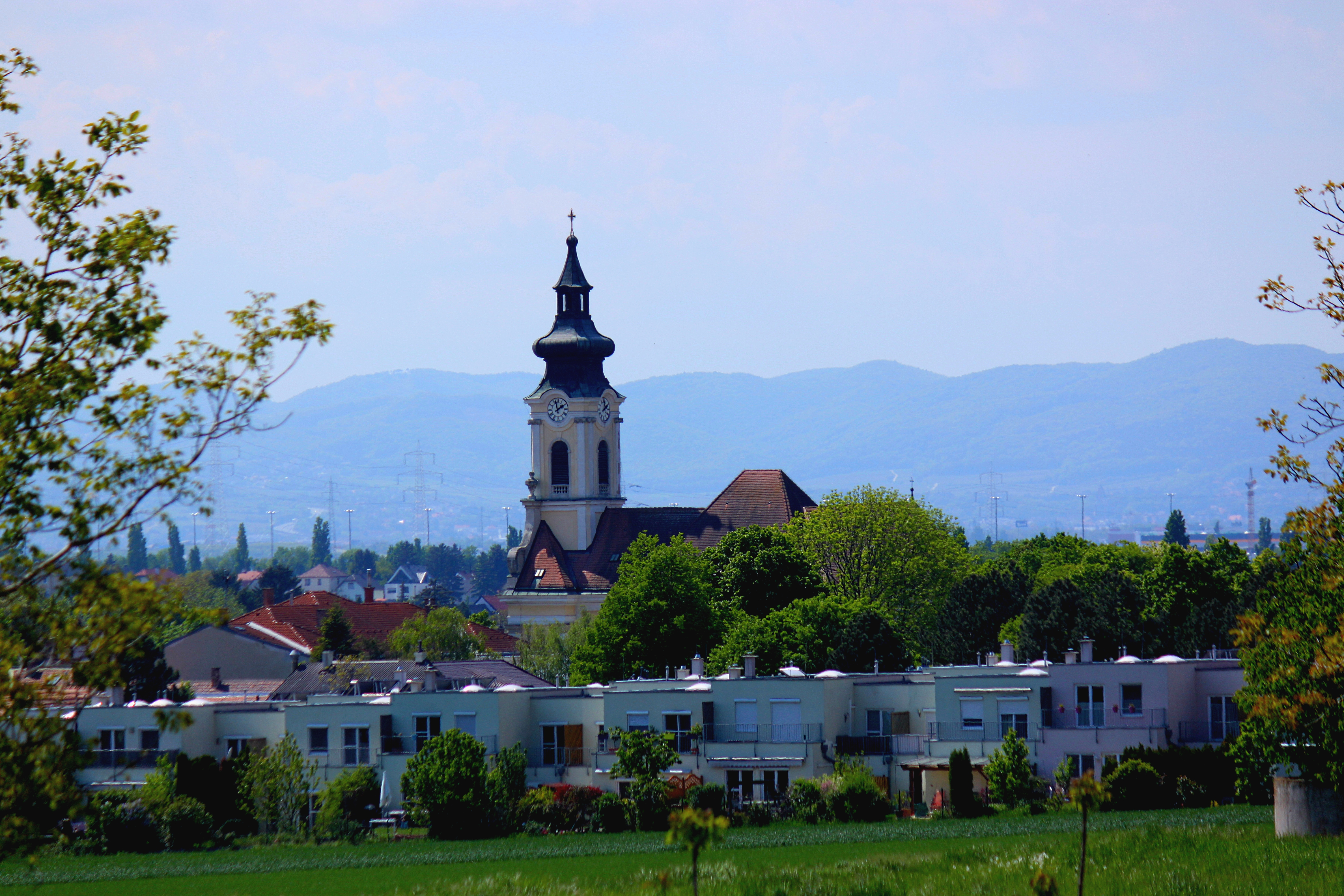
Oberlaa im Jahr 2016

Oberlaa und Umgebung um 1872, Aufnahmeblatt der Landesaufnahme

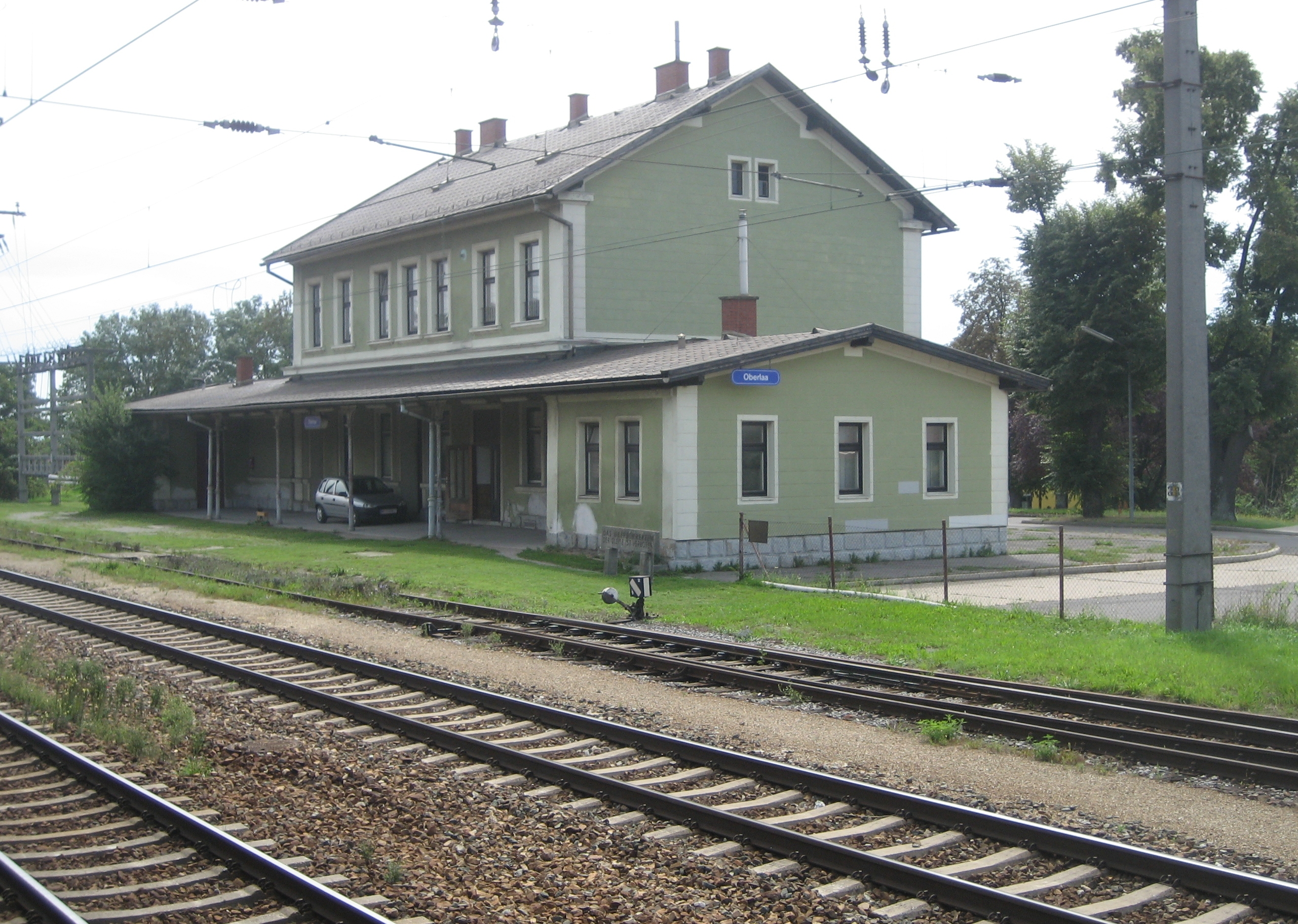
Der Bahnhof Wien-Oberlaa an der Donauländebahn, heute ohne Personenverkehr

Oberlaa liegt im Süden Favoritens. Zum historischen Ort an der Liesing werden die Wohngebiete des Laaer Berges gezählt. Flussaufwärts grenzt der Ort an Inzersdorf und flussabwärts an Unterlaa, die Lising bildet die Grenze zu Rothneusiedl im Südwesten. Die beiden letzteren sind ebenfalls Bezirksteile von Favoriten. Im Süden von Oberlaa liegt die niederösterreichische Marktgemeinde Leopoldsdorf, deren Stierofen-Siedlung ragt im äußersten Süden in das Katastralgebiet von Oberlaa Land hinein.
Die beiden Katastralgemeinden Oberlaa Stadt (748,28 ha) und Oberlaa Land (450,37 ha) erstrecken sich zusammen über eine Fläche von 1198,65 ha. Sie werden durch die Bahnstrecke der Donauländebahn voneinander getrennt.
Oberlaa bezeichnet ferner einen aus zwei Zählsprengeln bestehenden Zählbezirk der amtlichen Statistik, dessen Grenzverlauf jedoch nicht mit jenen der beiden Katastralgemeinden ident ist.

### Oberlaa Stadt
Dieser Teil liegt nördlich der Donauländebahn und wurde bereits 1892 nach Wien eingemeindet. Die Grenze zu Innerfavoriten und Inzersdorf-Stadt verläuft in etwa parallel zur Südost-Tangente. Hier gibt es keinen traditionellen Siedlungskern, der älteste Teil ist die Siedlung Südost aus den frühen 1920ern. Prägend ist die Per-Albin-Hansson-Siedlung Ost mit ihrem markanten Kopfgebäude. Ansonsten ist dieser Teil von weitläufigen Erholungsgebieten geprägt, etwa dem Laaer Wald, dem Volkspark Laaerberg oder dem Kurpark Oberlaa.

### Oberlaa Land
Hier liegt der traditionelle Ortskern mit der Pfarrkirche, der auch eine geschlossene bauliche Schutzzone bildet. Westlich des Ortskerns, zu dieser Katastralgemeinde gehörend, liegt Neulaa (siehe nächster Abschnitt).

### Neulaa
Im Gebiet westlich des Ortskerns und nördlich der Liesing bestand eine kleine Zeilensiedlung an der Himberger Straße, das Gebiet rund um diese wurde erst im Lauf des 20. Jahrhunderts locker verbaut und wuchs so entlang der Oberlaaer Straße mit dem Ortskern zusammen. Es ist ein Wohngebiet ohne wesentliche Besonderheiten und geht westlich ins Inzersdorfer Industriegebiet über. Der Name Neulaa scheint schon in Plänen aus dem frühen 20. Jahrhundert auf, ins allgemeine Bewusstsein kam er spätestens mit der Eröffnung der gleichnamigen U-Bahn-Station. Vom Bezirksteil Rothneusiedl ist Neulaa durch die Liesing getrennt.

## Geschichte
Ursprünglich bildete der Ort mit dem flussabwärts liegenden Unterlaa eine Einheit unter dem Namen Laa und ist erstmals 1140 in Aufzeichnungen im Stift Klosterneuburg erwähnt. Oberlaa als solches wurde erstmals 1324 urkundlich genannt.
Der Ort litt unter beiden Wiener Türkenbelagerungen 1529 und 1683, 1809 durch die Truppen Napoleons und mehrmals unter Pest und Cholera. 1849 endete die Grundherrschaft, Oberlaa wurde autonome Ortsgemeinde in Niederösterreich. 1872 wurde die Donauländebahn mit ihrer Station Oberlaa eröffnet, die Felder im Ortsgebiet in West-Ost-Richtung quert. Die Bahn bietet eine Zufahrt von Bahnstrecken im Süden Wiens zum Handelshafen an der Donau; im bis 1945 geführten Personenverkehr war sie von sehr geringer Bedeutung.
1890/1892 wurden die Felder der Gemeinde nördlich der Donauländebahn an das Wiener Stadtgebiet angeschlossen und Teil des 10. Wiener Gemeindebezirks. Nach dem „Anschluss“ Österreichs an das Deutsche Reich wurde Wien mit Gesetz vom 1. Oktober 1938, wirksam geworden am 15. Oktober 1938, zu Groß-Wien vergrößert. Dadurch kamen nun auch das Ortszentrum von Oberlaa und sein restliches Gebiet südlich der Bahn sowie die Nachbargemeinde Unterlaa zu Wien und wurden Teile des neuen 23. Bezirks, Schwechat. 1946 sollte die Erweiterung Wiens großteils
rückgängig gemacht werden; auf Grund eines Vetos der sowjetischen Besatzungsmacht, zu deren Besatzungsgebiet Oberlaa gehörte, geschah dies aber erst 1954. Oberlaa gehörte zu den 17 im Jahr 1938 eingemeindeten Orten, die bei Wien verblieben. Es wurde nun zur Gänze Teil des 10. Bezirks.
1969 wurde bei einer Thermalquelle auf Oberlaaer Gebiet provisorischer Badebetrieb aufgenommen. 1974 wurde das Kurzentrum Wien Oberlaa eröffnet und die Wiener Internationale Gartenschau 1974 (heute Kurpark Oberlaa) abgehalten; dadurch ist der Ortsname in Wien allgemein bekannt geworden. Seit 1974 war Oberlaa an das Wiener Straßenbahnnetz angeschlossen. Bis 2010 wurden die Badeeinrichtungen zur Therme Wien umgestaltet.
Bis 2017 wurde die U-Bahn-Linie U1 (statt der Straßenbahnlinie 67) zu ihrer neuen südlichen Endstation zwischen der Therme Wien und dem historischen Ortszentrum von Oberlaa verlängert und ist auf dem neuen Streckenteil vom Reumannplatz nach Oberlaa seit dem 2. September 2017 in Betrieb.

## Bevölkerung
Die Katastralgemeinden Oberlaa-Stadt und Oberlaa-Land haben zusammen etwa 21.000 Einwohner (2001).
Im Jahr 1646 gehörten zur Pfarre Oberlaa 900 Einwohner. 1695, als Oberlaa Teil der Herrschaft Vösendorf war, hatte es 284 Einwohner. Im Jahr 1783 wurden 991 Einwohner gezählt. Von 1851 bis 1869 kam es fast zu einer Verdreifachung der Bevölkerung, von 1131 Einwohnern auf 3087 Einwohner. Im Jahr 1880 lebten in Oberlaa 2989 Personen. Nach der Abtrennung der nördlichen Gebietsteile stieg die Einwohnerzahl der Gemeinde Oberlaa bzw. der Katastralgemeinde Oberlaa Land zunächst an, von 2283 Einwohnern im Jahr 1890 auf 3537 Einwohner im Jahr 1910. Nach einem Rückgang auf 3172 Einwohner im Jahr 1923 gab es bis 1939 einen Bevölkerungszuwachs auf 3606 Einwohner. In der Nachkriegszeit wurden sinkende Einwohnerzahlen erhoben: 3440 Einwohner im Jahr 1951 und 3255 Einwohner im Jahr 1961.

## Kultur und Sehenswürdigkeiten

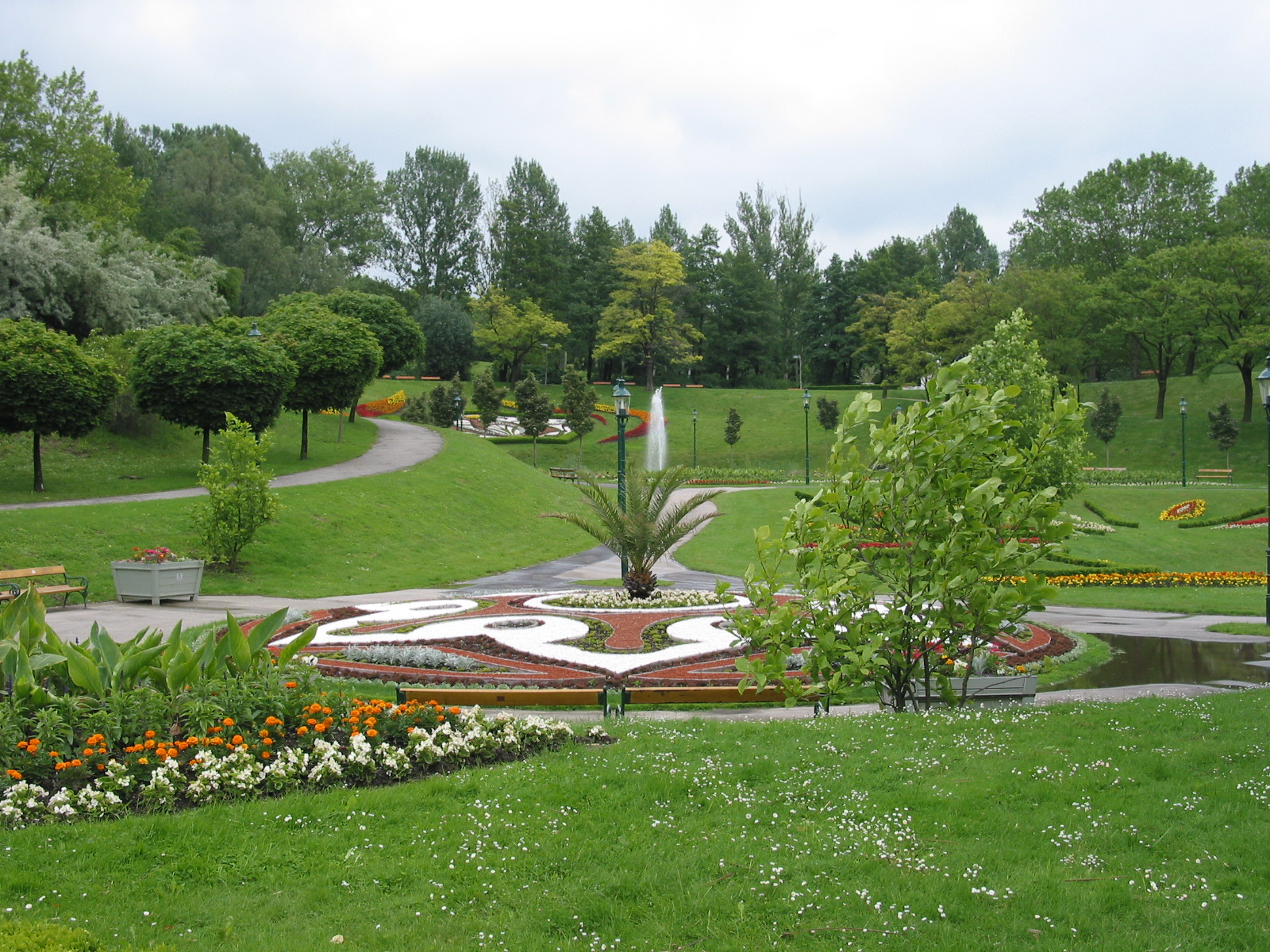
Kurpark Oberlaa

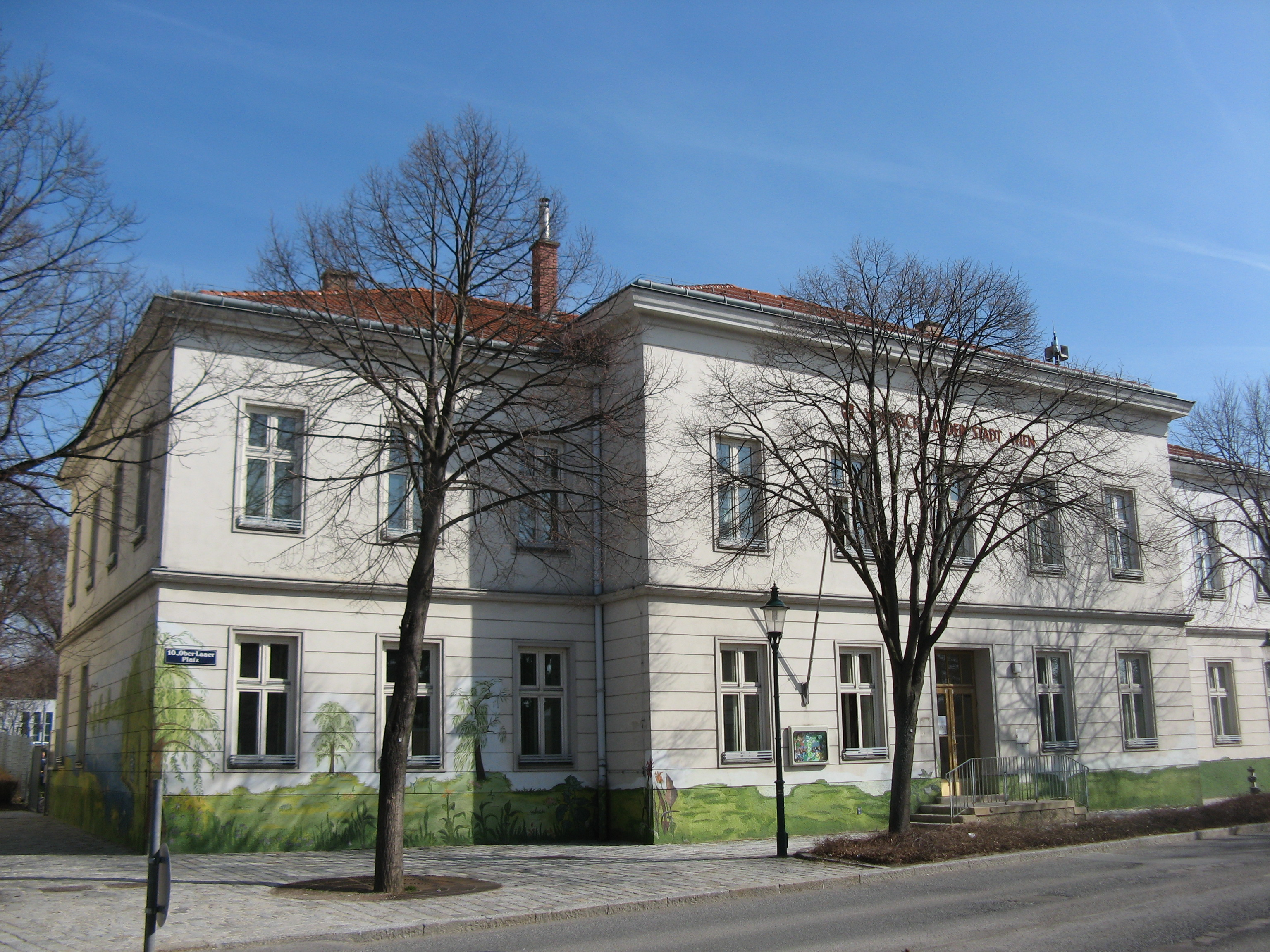
Volksschule Oberlaa

Der Ortskern von Oberlaa ist von der Stadt Wien als bauliche Schutzzone definiert, einige Häuser in Neulaa sind auch von der Schutzzone Rothneusiedl erfasst.
Oberlaa ist mit seinen zahlreichen Heurigen ein beliebtes Ausflugsziel. Im Jahr 1965 begann man hier mit der Erschließung einer Schwefelquelle und eröffnete schließlich im Jahre 1974 mit der Therme Oberlaa die bis heute einzige Thermalquelle Wiens. In diesem Zusammenhang fand die Eröffnung der Wiener Internationalen Gartenschau 1974 in Oberlaa statt. Die hierfür großflächig angelegten Gartenanlagen sind als Kurpark Oberlaa am Südhang des Laaer Berges erhalten. Des Weiteren befanden sich bis 2007 die Kurhalle Oberlaa, ein Veranstaltungszentrum, in der Nähe der Therme sowie die Kurkonditorei Oberlaa. Neben dem Kurzentrum befindet sich der an der Donauländebahn gelegene Bahnhof Oberlaa, der aber nicht vom Personenverkehr bedient wird.
Im Bereich der früheren „Filmstadt“ im Kurpark Oberlaa steht das Schmerber-Kreuz.
Die Pfarrkirche Oberlaa wurde zum ersten Mal im Jahr 1267 erwähnt. In den beiden Türkenbelagerungen wurde die Kirche komplett zerstört und im 18. Jahrhundert wieder aufgebaut. Sie ist dem hl. Ägidius geweiht. Der heutige Friedhof Oberlaa wurde 1833 geweiht.
Die Volksschule Oberlaa am Oberlaaer Platz 10 ist die älteste Schule im heutigen Bereich des Bezirkes Favoriten. Schon im 16. Jhdt. wurde ein Schulmeister mit Namen Daniel Zeller genannt, der mit dem Luthertum sympathisierte. In den Jahren 1874/75 wurde von den drei Gemeinden Oberlaa, Unterlaa und Rothneusiedl gemeinsam neben der Oberlaaer Pfarrkirche ein Schulbau errichtet. Dieses Bauwerk ist denkmalgeschützt.
Die Heilquellen Oberlaas wurden auch im Wappen Favoritens verewigt. Im rechten oberen Teil (heraldisch gesehen: links oben) finden sich zwei weiße Fontänen, die aus einem weißen Schalenbrunnen sprudeln. Der Hintergrund ist in blauer Farbe gewählt.
Bei der Kreuzung Leopoldsdorfer Straße / Scheunenstraße steht eine Ecce-homo-Säule. Gemeinsam mit den sie umgebenden vier Rosskastanien und der Grünfläche steht sie als Baumgruppe samt Freiplastik als Wiener Naturdenkmal Nummer 751 unter Schutz.
An der Liesingbachbrücke im Verlauf der Himberger Straße steht eine denkmalgeschützte barocke Statue des Hl. Johannes Nepomuk. Vor der Pfarrkirche steht eine zweite Nepomuk-Statue.
An der Ecke Laaer-Berg-Straße / Friedhofstraße (früher „Hintere Zeile“ genannt) steht ein denkmalgeschützter Nischenbildstock (Christus am Ölberg). 
Am östlichen Ortsrand bei der Einmündung der Friedhofstraße in die Oberlaaer Straße steht eine Pietà-Kapelle.
In den zu einem großen Teil nach 2000 entstandenen Wohngebieten nordwestlich des Ortskerns (Flurname Grundäcker) gibt es einige kleinere Parkanlagen wie den Hubert-Blamauer-Park (2005 als Grundäckerpark eröffnet, Benennung 2006) oder die Parkanlage Kurt-Tichy-Gasse (auch gelegentlich Grundäckerpark genannt).

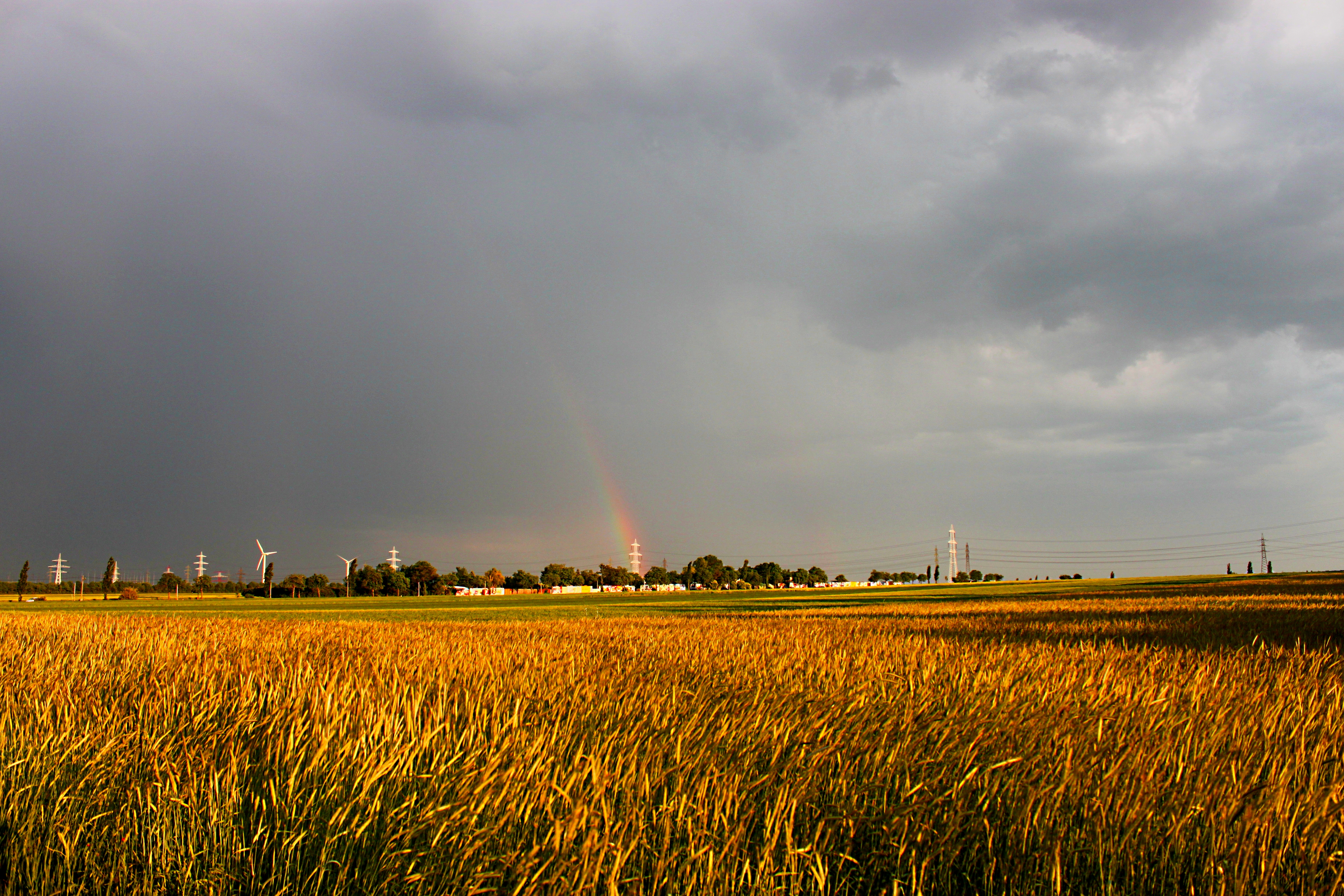
Feld in Oberlaa; Blickrichtung Leopoldsdorf

## Wirtschaft und Infrastruktur
In Oberlaa hatte bis Ende 2007 das Luftfahrtunternehmen Austrian Airlines seinen Sitz. Sein weithin auffallendes Gebäude wurde, da sich keine Nachnutzung ergeben hatte, von September 2012 bis Anfang 2013 abgerissen.
In Oberlaa existieren, bisher mitunter selbst von Wienern weitgehend unbemerkt, zahlreiche Weingärten, die von ansässigen Winzern und von Weinbauern aus anderen Wiener Weinbauregionen bewirtschaftet werden. Dem Oberlaaer Wein wird großes Potenzial bescheinigt. Dies resultiert neben der guten Lage auch daraus, dass die Grundstückspreise im Wien-Vergleich noch relativ niedrig sind und dass viele der als Weingärten ausgewiesenen Grundstücke noch nicht bewirtschaftet werden.
Typisch und wichtig für die Landwirtschaft von Oberlaa – und auch vom benachbarten Unterlaa – ist das „Suppengrün“, ein Bund Gemüse aus roten und gelben Karotten, Sellerie, Petersilie und einer Lauchstange, bereits fertig gebündelt für einen Topf Suppe. Da die Petersilie im örtlichen Dialekt „Pesl“ genannt wird, sind die Bauern, die ihn anbauen, die „Peslbauan“.
Oberlaa ist Endstelle der Linie U1 welche 2017 bis hierher erweitert wurde.
Der Bahnhof Wien Oberlaa der ÖBB ist derzeit ohne Personenverkehr. Ebenso gab es an der Donauländebahn, bei der Himberger Straße, eine nicht mehr bestehende Station Rothneusiedl.

## Volkstum
Alljährlich am 25. April findet die Markusprozession statt, bei der für eine gute Weinernte gebetet wird. Diese Prozession führt von der Pfarrkirche Oberlaa über die An der Kuhtrift zum Schmerber-Kreuz, weiter zum Roten Kreuz, zur Pietà-Kapelle und wieder zurück zur Pfarrkirche in Oberlaa.

## Persönlichkeiten
- Johann Haller (1883–1949), Gastwirt, Landwirt und Politiker
- Heinrich Tahedl (1907–1985), Maler und Grafiker
- Bruno Engelmeier (1927–1991), Fußballspieler, Nationaltorhüter